# Deutsche Christen

Vlag van de Deutsche Christen.

De organisatie Deutsche Christen (Nederlands: Duitse Christenen) was de belangrijkste nationaalsocialistische beweging in het Duitse protestantisme dat streefde naar de invoering van het positieve christendom. Het positieve christendom was een vorm van het christendom dat was aangepast aan de ideologie van de nazi’s. De regering van Nazi-Duitsland ondersteunde de groepering om het antisemitisme, rassenleer en het Führer-principe binnen het protestantisme te promoten. De organisatie Deutsche Christen steunde de fusie van afzonderlijke protestantse kerken in een verenigde Rijkskerk en probeerde hun gedachtegoed op te dringen bij deze fusie. Uiteindelijk leidde het verzet tegen het positieve christendom tot een schisma binnen de Rijkskerk.

## Geschiedenis

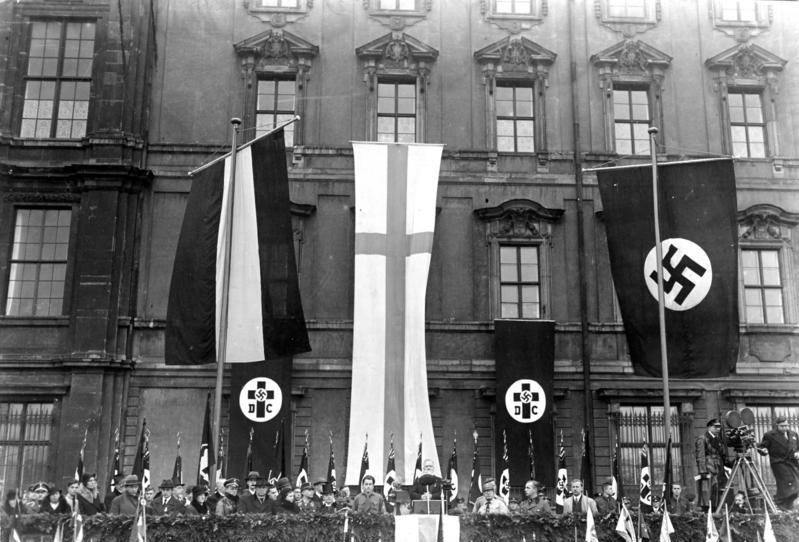
Deutsche Christenen vieren Luther-dag van 1933 in Berlijn, met een toespraak van bisschop Hossenfelder.

De Deutsche Christen werd in 1931 opgericht als een Kirchenpartei (kerkenpartij) om mee te doen bij verkiezingen voor synodes in de Evangelische Kerk van de Oud-Pruisische Unie. Ludwig Müller was de leider van de Deutsche Christen. Bij de Pruisische kerkverkiezingen van november 1932 behaalde de Deutsche Christen ongeveer een derde van de stemmen. De Deutsche Christen wilde dat de nazi-doctrines over ras en het Führer-principe werden ingevoerd in de protestantse kerk. De Deutsche Christen haalde inspiratie uit de antisemitische denkbeelden van Maarten Luther en de organisatie vond dat alle Joden schuldig waren aan de dood van Jezus Christus. De Deutsche Christen werd gesteund door 3.000 van de 17.000 pastoren in Duitsland. De Deutsche Christen werd naar schatting gesteund door een derde of een vierde van de 40 miljoen protestanten in Duitsland.
Adolf Hitler werd op 30 januari 1933 aangesteld als rijkskanselier en hij wilde alle protestantse Landeskirchen in Duitsland verenigen door de oprichting van de "Deutsche Evangelische Kirche" (DEK). De Deutsche Christen was een voorstander van de fusie. De Nationaalsocialistische Duitse Arbeiderspartij en de Deutsche Christen wilden dat Ludwig Müller gekozen zou worden als rijksbisschop (Reichsbischof) van de kerk. Tot grote woede van Hitler koos de federale raad van de kerk voor Friedrich von Bodelschwingh als Reichsbischof. 
In juni 1933 had de organisatie Deutsche Christen het leiderschap van de meeste Landeskirchen binnen de DEK verkregen. Alleen de landskerken van Beieren, Württemberg en Hannover bleven zelfstandig. Bodelschwingh trad in juli 1933 af, waarna Müller werd gekozen als nieuwe Reichsbischof.
Uiteindelijk leidde het verzet tegen het positieve christendom tot een schisma in de DEK, waarbij 23 van de 28 regionale kerkraden zich afsplitsten van de DEK. Een deel van de tegenstanders van de Deutsche Christen steunde de Bekennende Kirche. De Deutsche Christen bleef de DEK domineren gedurende de Tweede Wereldoorlog, maar sinds het schisma was de organisatie niet meer belangrijk voor Hitler.